# Ophiomusium
Genre
Synonymes
- Ophiomusa Hertz, 1927

Les Ophiomusium sont une famille d'ophiures de l'ordre des Ophiurida.

## Liste des espèces
Selon World Register of Marine Species (22 décembre 2017) :
- Ophiomusium acuferum Lyman, 1875
- Ophiomusium africanum Koehler, 1909
- Ophiomusium alecto A.H. Clark, 1936
- Ophiomusium altum Koehler, 1904
- Ophiomusium anaelisae Tommasi & Abreu, 1974
- Ophiomusium anisacanthum H.L. Clark, 1928
- Ophiomusium archaster Lyman, 1878
- Ophiomusium armatum Koehler, 1922
- Ophiomusium asperum Koehler, 1930
- Ophiomusium australe H.L. Clark, 1928
- Ophiomusium biconcavum Kutscher & Jagt, 2000 †
- Ophiomusium biporicum Castillo-Alárcon, 1968
- Ophiomusium breve H.L. Clark, 1939
- Ophiomusium calathospongum Berry, 1939 †
- Ophiomusium canaliculatum H.L. Clark, 1917
- Ophiomusium constrictum Mortensen, 1936
- Ophiomusium corticosum Lyman, 1878
- Ophiomusium diomedeae Lütken & Mortensen, 1899
- Ophiomusium dizluense Kristan-Tollmann, Tollmann & Hamedani, 1979 †
- Ophiomusium eburneum Lyman, 1869
- Ophiomusium elii A.H. Clark, 1949
- Ophiomusium facetum Koehler, 1922
- Ophiomusium facundum Koehler, 1922
- Ophiomusium fallax Koehler, 1904
- Ophiomusium familiare Koehler, 1897
- Ophiomusium fitchii (Spencer, 1907) †
- Ophiomusium glabrum Lütken & Mortensen, 1899
- Ophiomusium granosum Lyman, 1878
- Ophiomusium granulosum (Roemer, 1840) †
- Ophiomusium impotens Koehler, 1922
- Ophiomusium incertum Koehler, 1930
- Ophiomusium kimblae Baker, 1979
- Ophiomusium leptobrachium H.L. Clark, 1941
- Ophiomusium ligatum Koehler, 1922
- Ophiomusium longecombense Hess, 1965 †
- Ophiomusium longispinum Koehler, 1930
- Ophiomusium luetkeni Lyman, 1878
- Ophiomusium lunare Lyman, 1878
- Ophiomusium lux Jagt, 2000 †
- Ophiomusium lymani Wyville-Thomson, 1873
- Ophiomusium microporum H.L. Clark, 1941
- Ophiomusium mirandum Koehler, 1930
- Ophiomusium moniliforme H.L. Clark, 1941
- Ophiomusium morio Koehler, 1922
- Ophiomusium murravii (Forbes, 1843) †
- Ophiomusium oligoplacum H. L. Clark, 1915
- Ophiomusium praecisum Hess, 1966 †
- Ophiomusium ramsayi (Wright, 1866) †
- Ophiomusium regulare A.H. Clark, 1936
- Ophiomusium relictum Koehler, 1904
- Ophiomusium rosaceum A.H. Clark, 1936
- Ophiomusium rugosum Koehler, 1914
- Ophiomusium rugosum Valette, 1915 †
- Ophiomusium scalare Lyman, 1878
- Ophiomusium sculptum Verrill, 1899
- Ophiomusium sentum Kutscher & Jagt, 2000 †
- Ophiomusium serratum Lyman, 1878
- Ophiomusium simplex Lyman, 1878
- Ophiomusium sinuatum Kutscher & Jagt, 2000 †
- Ophiomusium solodurense Hess, 1962 †
- Ophiomusium spinigerum Mortensen, 1933
- Ophiomusium spinulosum Koehler, 1922
- Ophiomusium stellatum Verrill, 1899
- Ophiomusium stephensoni Berry, 1942 †
- Ophiomusium testudo Lyman, 1875
- Ophiomusium tripassalotum H.L. Clark, 1917
- Ophiomusium trychnum H.L. Clark, 1911
- Ophiomusium ultima (Hertz, 1927)
- Ophiomusium valdiviae Hertz, 1927
- Ophiomusium validum Ljungman, 1872
- Ophiomusium variabile Lütken & Mortensen, 1899
- Ophiomusium vermiculatum Valette, 1915 †
- Ophiomusium weymouthiense (Damon, 1880) †
- Ophiomusium zela A.H. Clark, 1949

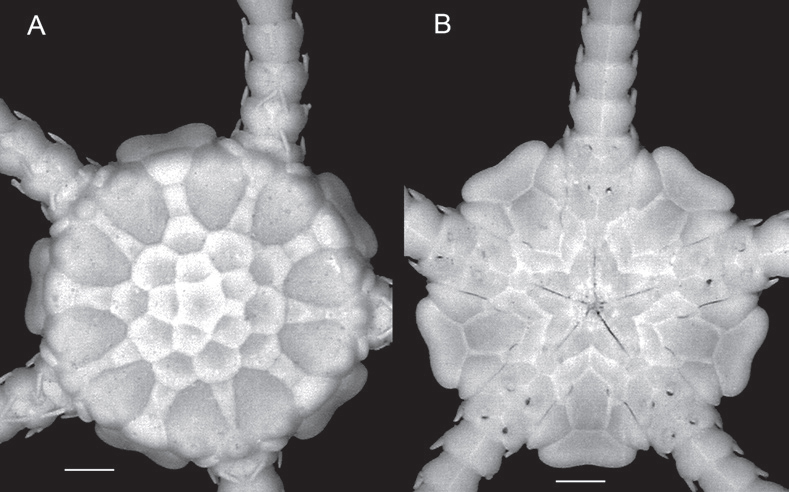
Ophiomusium acuferum
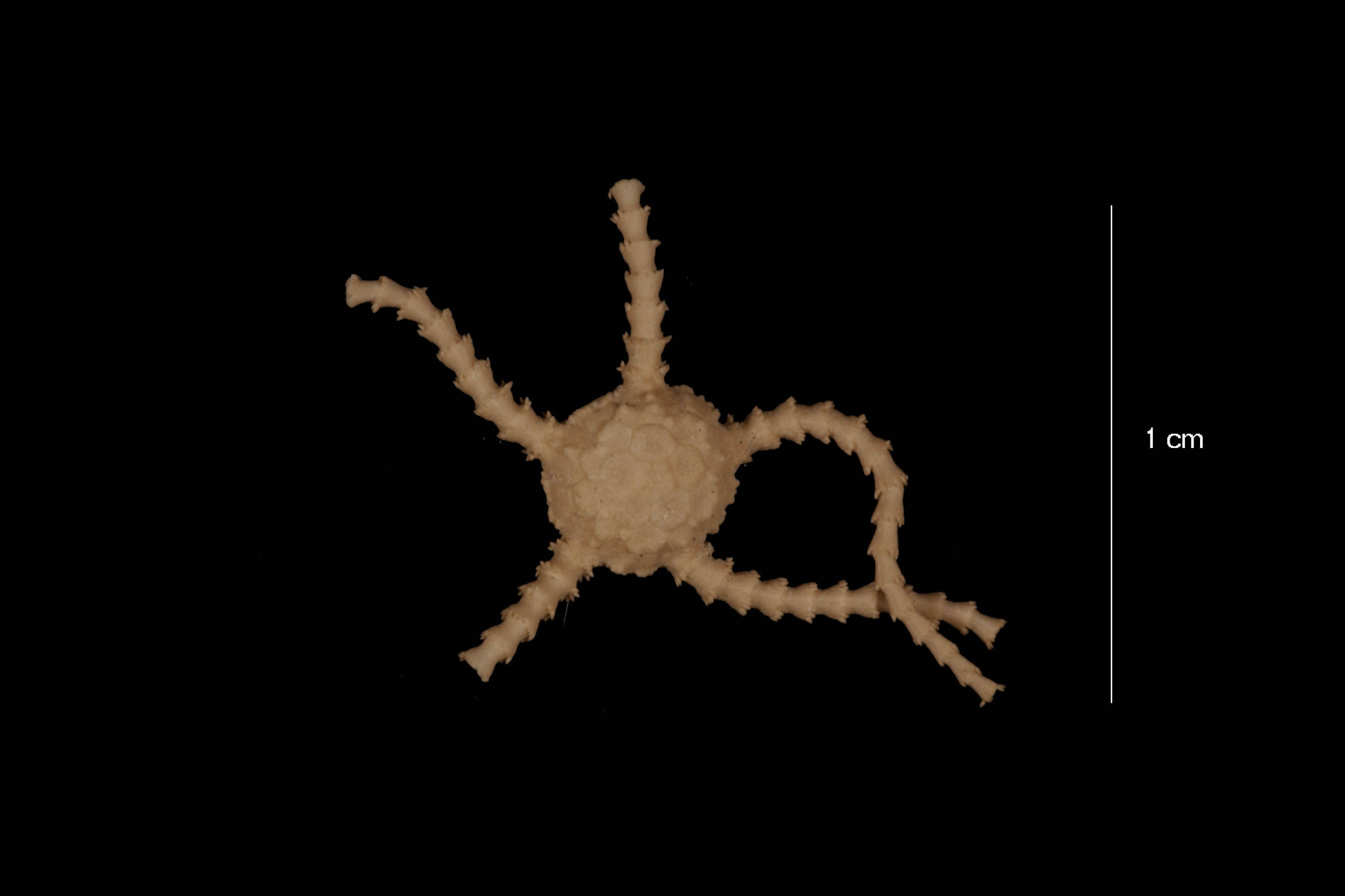
Ophiomusium aporum
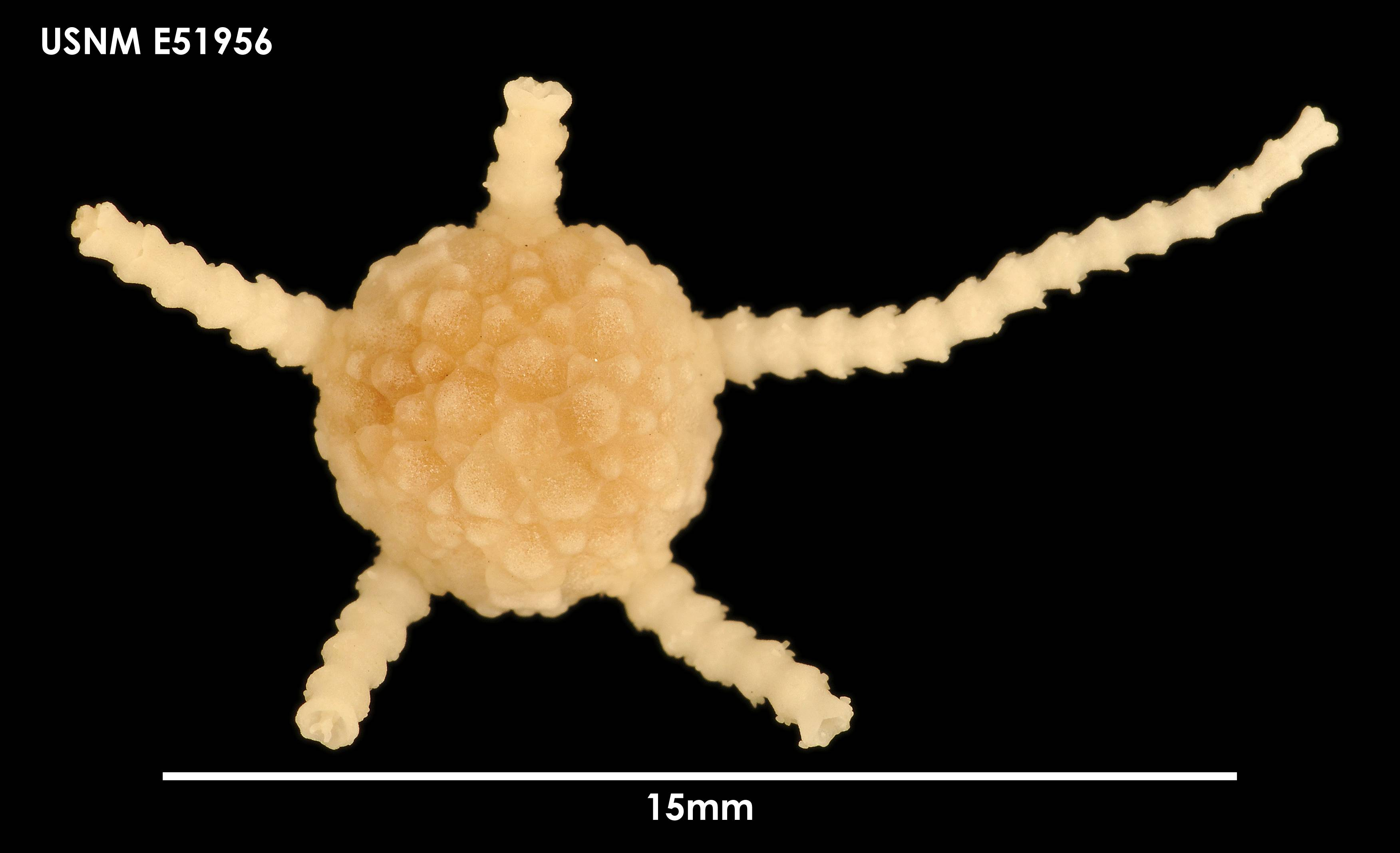
Ophiomusium constrictum
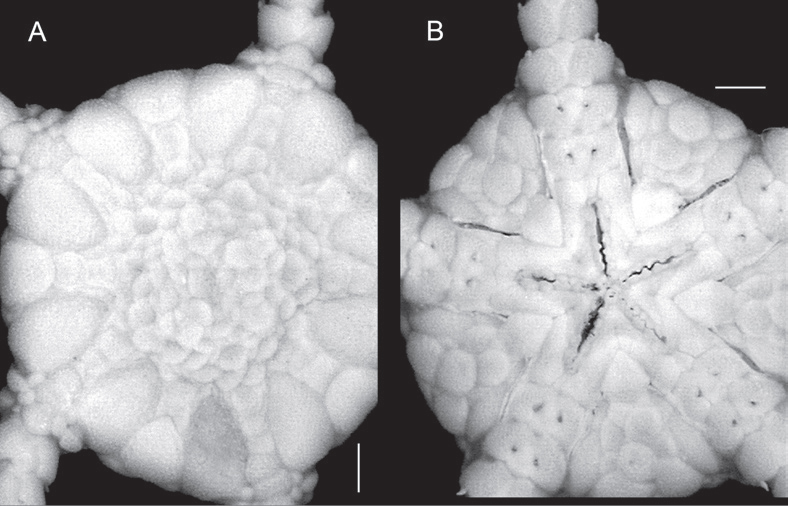
Ophiomusium eburneum
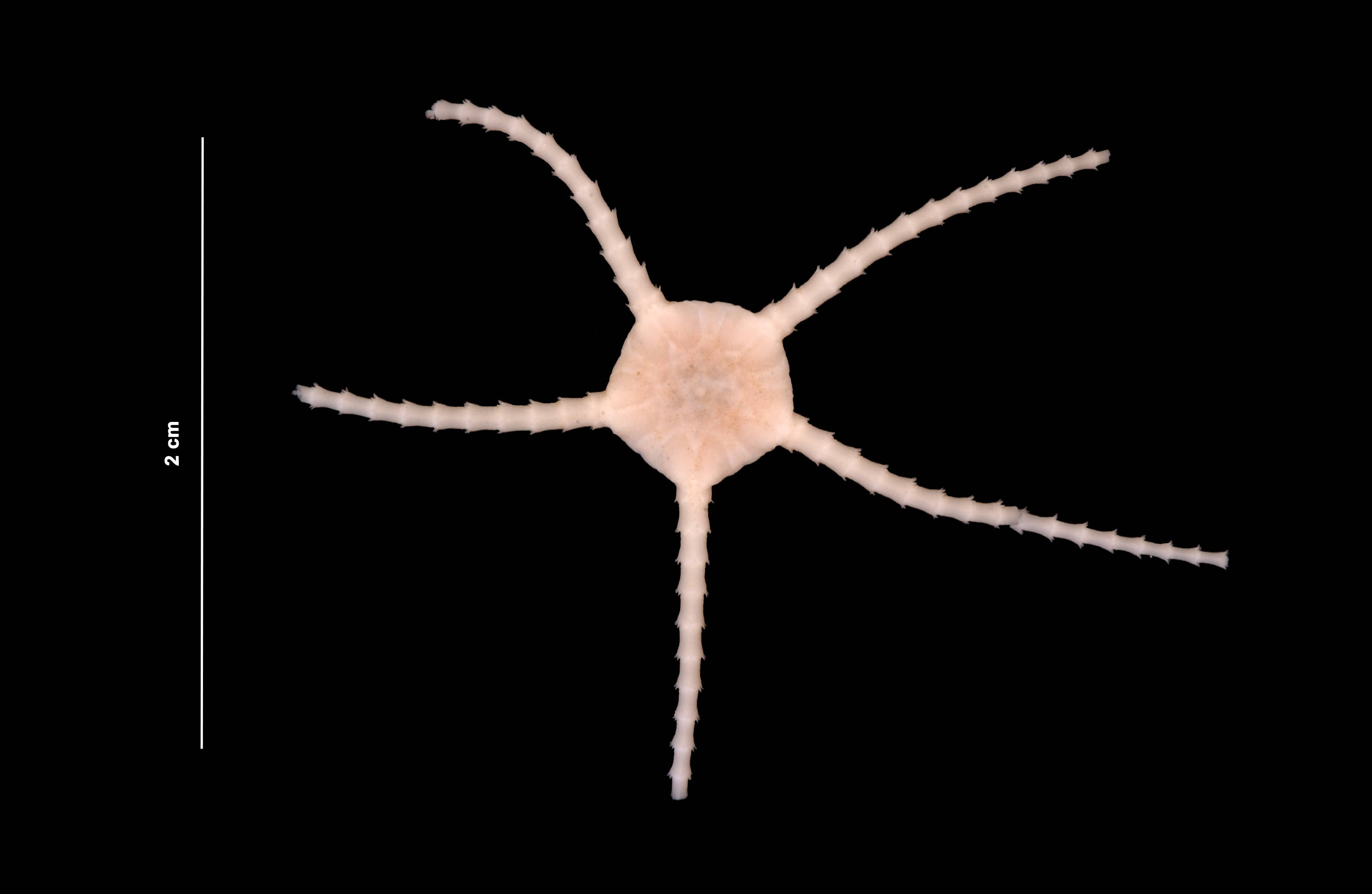
Ophiomusium lymani
Ophiomusium spinigerum
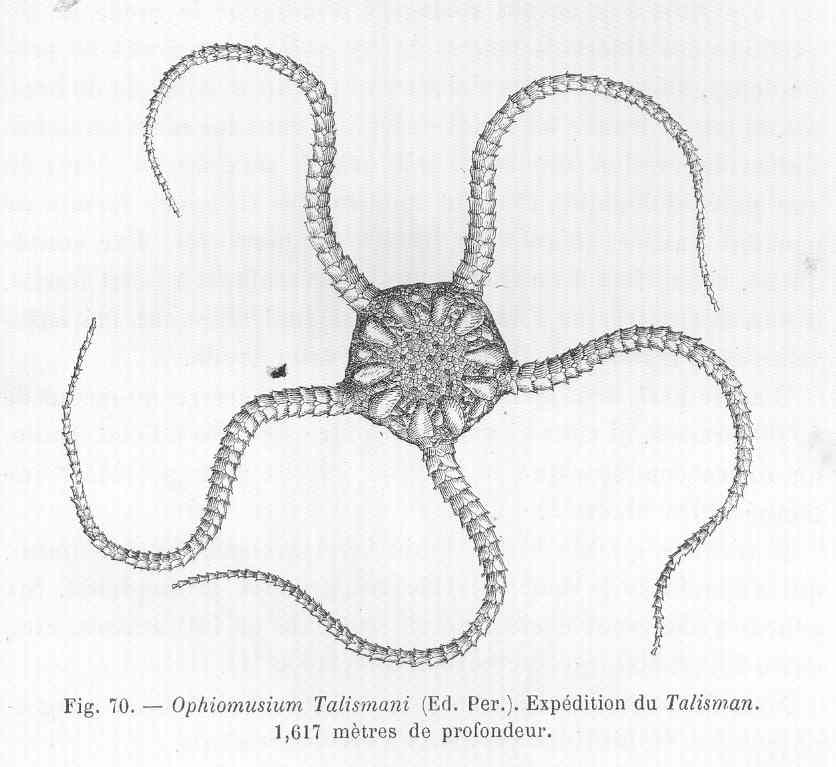
Ophiomusium talismani